# Autostrada A672 (Niemcy)
Autostrada A672 (niem. Bundesautobahn 672 (BAB 672) także Autobahn 672 (A672)) – autostrada w Niemczech przebiegająca z zachodu na wschód, łącząca autostradę A67 z autostradą A5 i drogą B26 na zachód od Darmstadt w Hesji.